# Leuciscus
Leuciscus – rodzaj ryb  z  rodziny karpiowatych (Cyprinidae).
W pierwszej połowie XIX w. w polskiej literaturze naukowej przedstawicieli tego rodzaju w ówczesnym ujęciu określano nazwą białoryb.

## Klasyfikacja
Gatunki zaliczane do tego rodzaju:
- Leuciscus aspius – boleń pospolity[4], boleń[5], rap[5], rapa[6]
- Leuciscus baicalensis – jelec syberyjski[4]
- Leuciscus bearnensis
- Leuciscus bergi
- Leuciscus burdigalensis
- Leuciscus chuanchicus
- Leuciscus danilewskii – jelec Danilewskiego[6]
- Leuciscus dzungaricus
- Leuciscus idus – jaź[4]
- Leuciscus latus
- Leuciscus lehmanni – jelec zierawszański[4]
- Leuciscus leuciscus – jelec pospolity[4], jelec europejski[4], jelec[4]
- Leuciscus lindbergi – jelec Lindberga[4]
- Leuciscus merzbacheri
- Leptocypris niloticus
- Leuciscus oxyrrhis
- Leuciscus schmidti – czebak issykulski[4]
- Leuciscus vorax
- Leuciscus waleckii – czebak amurski[4], jaź amurski[5]

Gatunkiem typowym jest Cyprinus leuciscus (L. leuciscus).

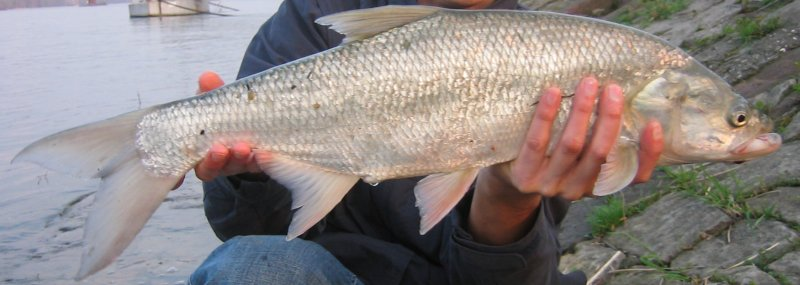
Leuciscus aspius
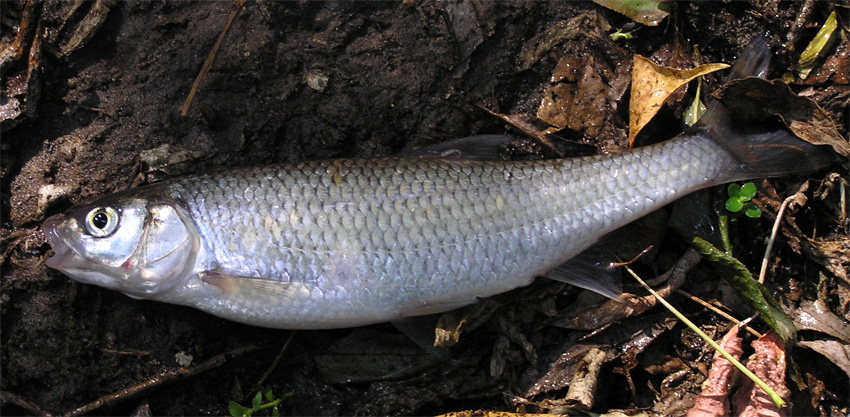
Leuciscus leuciscus
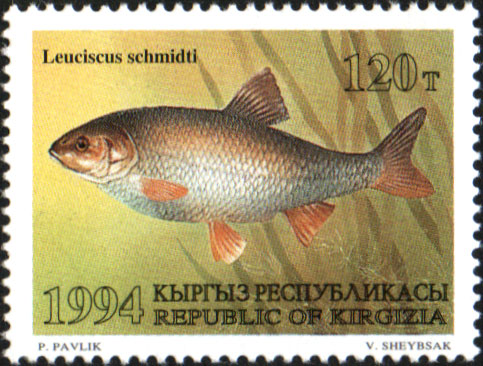
Leuciscus schmidti

Gatunki wymarłe
- Leuciscus oeningensis[7]

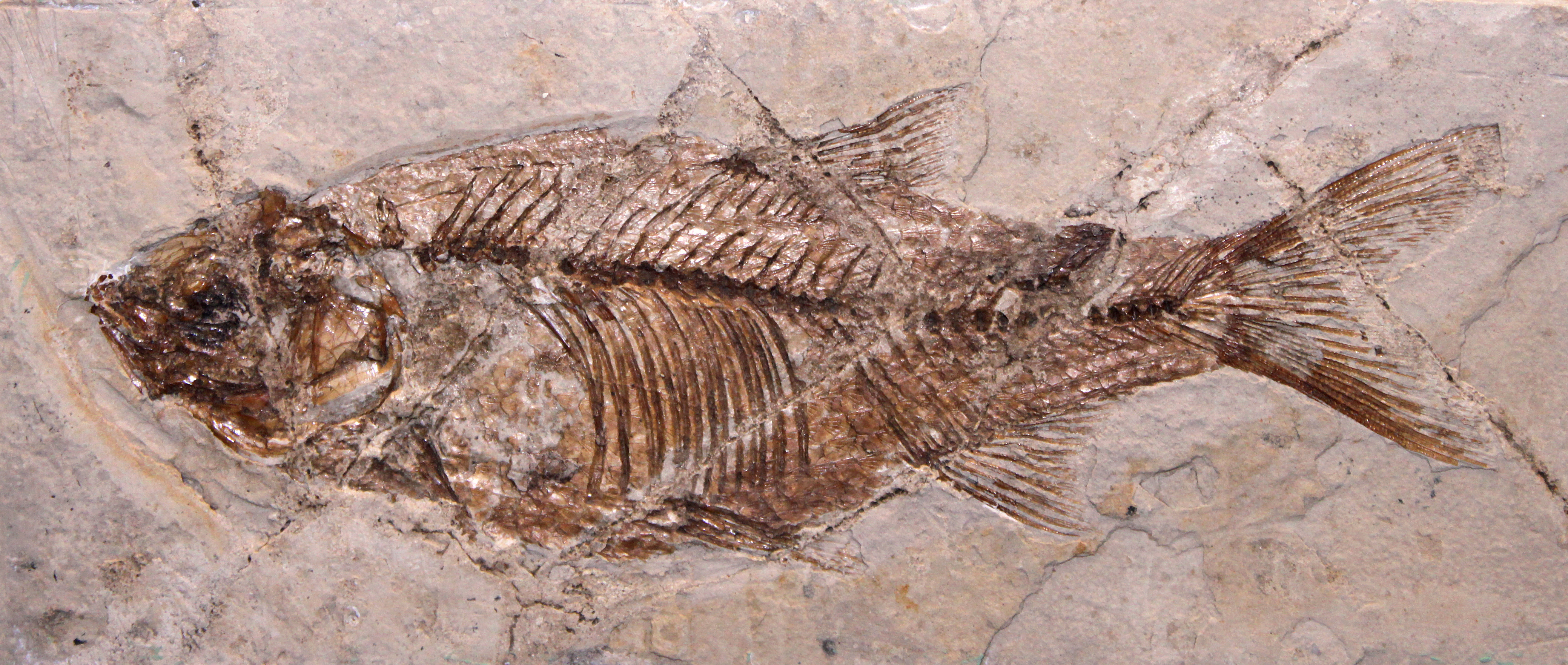
Leuciscus oeningensis